# Chrebet Suusamyr Too
Chrebet Suusamyr Too (ryska: Хребет Суусамыр, Хребет Суусамыр Тоо) är en bergskedja i Kirgizistan. Den ligger i den centrala delen av landet, 130 km sydväst om huvudstaden Bisjkek.